# Thomas Lance
Thomas Glasson Lance (ur. 14 czerwca 1891 w Paddington, zm. 29 lutego 1976 w Brighton) – brytyjski kolarz torowy, złoty medalista olimpijski oraz wicemistrz świata.

## Kariera
Największy sukces w karierze Thomas Lance osiągnął w 1920 roku, kiedy wspólnie z Harrym Ryanem zdobył złoty medal w wyścigu tandemów podczas igrzysk olimpijskich w Antwerpii. Był to jedyny medal wywalczony przez Lance'a na międzynarodowej imprezie tej rangi. Na tych samych igrzyskach wystartował również w sprincie indywidualnym, ale odpadł we wczesnej fazie rywalizacji. Nigdy nie zdobył medalu na torowych mistrzostwach świata ani mistrzostwach Wielkiej Brytanii.